# Astronome (album)
Pour l’article homonyme, voir Astronome.

Astronome est le deuxième album du projet Moonchild, sorti quelques mois seulement après le premier. La musique est composée et dirigée par John Zorn. Elle est jouée par un trio composé de Trevor Dunn, à la basse, Joey Baron, à la batterie, et Mike Patton, à la voix (il n'y a pas de paroles). Le style est résolument rock hardcore.

## Titres
|       | Act 1                                   | 14:34 |
| 1.    | A Secluded Clearing in the Woods        |       |
| 2.    | A Single Bed in a Small Room            |       |
| 3.    | The Innermost Chapel of a Secret Temple |       |
|       | Act 2                                   | 17:02 |
| 4.    | A Mediaeval Laboratory                  |       |
| 5.    | In the Magick Circle                    |       |
|       | Act 3                                   | 12:44 |
| 6.    | A Barren Plain at Midnight              |       |
| 44:20 |                                         |       |

## Personnel
- Joey Baron - batterie
- Trevor Dunn - basse
- Mike Patton - voix